# 八里店镇
八里店鎮是浙江省湖州市吳興區轄鎮，為吳興區政府駐地。該鎮西靠湖州市區，東臨織里鎮，南靠318國道和長湖申航道，318國道和湖織大道貫通全境。全鎮區域面積90平方公里，轄38個行政村，人口5.5萬。

## 歷史沿革
- 宋元時期屬烏程縣德政鄉仁義里、烏山里。
- 明屬烏程縣九區七十二都；清屬烏程縣九區七十二都96莊。
- 1984年2月，原升山公社（駐地八里店）改為升山鄉，恢複行政鄉建制。
- 1993年8月和10月，升山、常路兩鄉相繼撤鄉合並建鎮，召開了首屆人民代表大會，正式成立八里店鎮人民政府。
- 2001年6月，撤銷原戴山鎮和八里店鎮，成立新的八里店鎮。
- 2018年7月,将八里店镇大钱村划归吴兴区政府直辖。[1]

## 行政區劃
八里店鎮轄1個社區、38個行政村（2008年），鎮政府駐地為烏山村。
现辖：
湖东村、毗山村、王家田村、陆家坝村、章家埭村、陆旺村、西山村、计家湾村、乌山村、小山村、升山村、前村、义山村、田庄村、曹报村、谈家扇村、南塘漾村、汲道村、诸墓村、北水产村、移沿山村、永福村、尹家圩村、潞村、紫金桥村、南水产村、戴南村、后林村、塘红村、五新村、戴北村、北塘桥村、戴山村、毛家桥村、宜船湾村、东乔村、沈溇村和大溇村。

## 經濟
全鎮共有企業62家，2003年全鎮國內生產總值19.3億元，工農業總產值73.8億元，農民人均收入 6600元。2019年中国百强乡镇第98名。
八里店鎮的「新農村建設」知名度很高，中國央視曾於當地採訪報導并作為先進事例像全國宣傳，並被稱為社會主義新農村建設的「湖州模式」中的集大成者。

## 古跡
- 錢山漾遺址
- 毗山遺址
- 戴山古塔